# Mike Lundin
Michael Robert „Mike“ Lundin (* 24. September 1984 in Burnsville, Minnesota) ist ein ehemaliger US-amerikanischer Eishockeyspieler, der im Verlauf seiner aktiven Karriere zwischen 2003 und 2018 unter anderem 270 Spiele für die Tampa Bay Lightning, Minnesota Wild und Ottawa Senators in der National Hockey League (NHL) auf der Position des Verteidigers bestritten hat.

## Karriere
Mike Lundin begann seine Karriere als Eishockeyspieler in der Mannschaft der University of Maine, für die er von 2003 bis 2007 aktiv war. Mit seiner Universität gewann er dabei in der Saison 2003/04 die Meisterschaft der Hockey East. Anschließend wurde der Verteidiger im NHL Entry Draft 2004 in der vierten Runde als insgesamt 102. Spieler von den Tampa Bay Lightning ausgewählt. Für Tampa gab er in der Saison 2007/08 sein Debüt in der National Hockey League. Dabei bereitete er in 81 Spielen sechs Tore vor. In seinem Rookiejahr konnte er mit guten Leistungen auf sich aufmerksam machen, so dass er am 16. Januar 2008 am NHL YoungStars Game teilnehmen durfte. In seiner zweiten Spielzeit im Profibereich kam der Linksschütze auf 25 NHL-Einsätze und wurde im Saisonverlauf nur noch in Tampas Farmteam aus der American Hockey League, den Norfolk Admirals, eingesetzt. Während der Saison 2009/10 spielte er wieder überwiegend in der NHL für die Lightning.
Am 9. Juli 2011 unterzeichnete Lundin einen Kontrakt für ein Jahr bei den Minnesota Wild. Ein Jahr später wurde er, erneut als Free Agent, von den Ottawa Senators verpflichtet. Am 11. Juni 2013 wurde bekannt, dass Lundin zu Barys Astana in die Kontinentale Hockey-Liga wechselt. Nach drei Jahren dort zog es ihn in die Schweiz, wo er im August 2016 vom EHC Biel aus der National League A (NLA) verpflichtet wurde. Nach nur einer Saison verließ er den Club wieder und wechselte zu Jokerit in die Kontinentale Hockey-Liga. Aufgrund einer Verletzung konnte er nur 23 KHL-Partien für die Joker bestreiten. Im September 2018 verkündete Lundin, aufgrund anhaltender Verletzungen in der Saison 2018/19 pausieren zu müssen.

### International
Lundin nahm mit der US-amerikanischen Nationalmannschaft an der Weltmeisterschaft 2010 teil. In sechs WM-Spielen erzielte der Verteidiger einen Assist.

## Erfolge und Auszeichnungen
| - 2004 Lamoriello-Trophy-Gewinn mit der University of Maine - 2004 Hockey East All-Academic Team - 2005 Hockey East All-Academic Team - 2006 Hockey East All-Academic Team - 2007 Len Ceglarski Award | - 2007 Hockey East Second All-Star Team - 2007 Hockey East All-Academic Team - 2008 Teilnahme am NHL YoungStars Game - 2015 Teilnahme am KHL All-Star Game |

## Karrierestatistik

### International
Vertrat die USA bei:
- Weltmeisterschaft 2010

(Legende zur Spielerstatistik: Sp oder GP = absolvierte Spiele; T oder G = erzielte Tore; V oder A = erzielte Assists; Pkt oder Pts = erzielte Scorerpunkte; SM oder PIM = erhaltene Strafminuten; +/− = Plus/Minus-Bilanz; PP = erzielte Überzahltore; SH = erzielte Unterzahltore; GW = erzielte Siegtore; 1 Play-downs/Relegation; Kursiv: Statistik nicht vollständig)